# Ginger Jolie
Ginger Jolie (Houston, Texas; 15 de enero, de 1983) es una modelo erótica y actriz pornográfica estadounidense. Fue Pet of the Month en septiembre de 2004, en el 35º aniversario de la revista Penthouse.
Antes de la entrada en la industria del porno, estudió en la universidad durante dos años. Después abandonó los estudios, y también su trabajo como camarera en Hooters, marchándose a un club de estriptis de Texas. Eventualmente, ella se dedicó al baile erótico, donde apareció su primera foto desnuda en Austin, 
Texas, debido a su precario estado económico.
Después se trasladó a Los Ángeles, California, en junio de 2003, posando para revistas eróticas de relevancia como Hustler, Club, y High Society.
Intervino en varios films de Andrew Blake, y trabajó para Peach DVD, así como en muchos otros magazines desde 2003. A menudo fue una modelo a tiempo completo, encargándose de su propia web, y apareciendo también en Digital Dream Girls y Danni's Hard Drive.[cita requerida]
De acuerdo con lo que indica su web oficial, se retiró del porno en 2005.